# کارلسبرون
کارلسبرون (به آلمانی: Karlsbrunn) یک منطقهٔ مسکونی در آلمان است که در گروسروسلن واقع شده‌است. کارلسبرون ۱٬۱۰۰ نفر جمعیت دارد.